# اچ‌تی‌سی وایلدفایر اس
اچ‌تی‌سی وایلدفایر اس (به انگلیسی: HTC Wildfire S) یک گوشی هوشمند دارای سیستم‌عامل آندروید است که در تاریخ ۱۵ فوریهٔ ۲۰۱۱ در کنگره جهانی موبایل از سوی شرکت اچ‌تی‌سی معرفی شد.

## سخت‌افزار
اچ‌تی‌سی وایلدفایر اس دارای نمایشگر از نوع ال‌سی‌دی دارای تفکیک‌پذیری ۴۸۰×۳۲۰ پیکسل در اندازهٔ ۳٬۲ اینچ با قابلیت نمایش ۱۶ میلیون رنگ است، نمایشگر این گوشی همراه از قابلیت سنسور حرکتی خودکار پشتیبانی می‌کند.
پردازشگر این تلفن از نوع ARM 11 با سرعت ۶۰۰ مگاهرتز است و جی‌پی‌یو (گرافیک) آن از نوع آدرنو ۲۰۰ (Adreno 200) می‌باشد. دوربین وایلدفایر اس ۵ مگاپیکسل با فوکوس خودکار و فلاش ال‌ای‌دی است و از قابلیت‌های تشخیص چهره و ژئوتگنیگ نیز پشتیبانی می‌کند، فیلمبرداری آن با کیفیت وی‌جی‌ای و با سرعت ضبط ۲۴ فریم بر ثانیه است.
وایلدفایر اس از بلوتوث نسخهٔ ۳٬۰، وای-فای، سامانه موقعیت‌یاب جهانی (جی‌پی‌اس) پشتیبانی می‌کند. این گوشی در چهار رنگ نقره‌ای، مشکی، قهوه‌ای و یاس شیروانی عرضه شده‌است.